# Katedra Świętych Apostołów Piotra i Pawła w Tallinnie
Katedra Świętych Apostołów Piotra i Pawła w Tallinnie (est. Tallinna Peeter-Pauli katedraal) – jedna z dwóch świątyń rzymskokatolickich w Tallinnie, stolicy Estonii (obok kaplicy świętej Brygidy). Od 2024 jest katedrą diecezji Tallinna, wcześniej był siedzibą administratury apostolskiej Estonii. Został zbudowany w latach 1841–1844 w stylu neogotyckim na miejscu refektarza zrujnowanego klasztoru dominikanów. Msze święte są odprawiane w językach: angielskim, estońskim, litewskim, łacińskim, polskim i rosyjskim.